# Roccarainola
Roccarainola ist eine Gemeinde mit 6573 Einwohnern (Stand 31. Dezember 2023) in der Metropolitanstadt Neapel, Region Kampanien.
Die Nachbarorte von Roccarainola sind Arienzo (CE), Arpaia (BN), Avella (AV), Cervinara (AV), Cicciano, Forchia (BN), Nola, Paolisi (BN), Rotondi (AV), San Felice a Cancello (CE) und Tufino.

## Bevölkerungsentwicklung
Roccarainola zählt 2482 Privathaushalte. Zwischen 1991 und 2001 stieg die Einwohnerzahl von 7062 auf 7182. Dies entspricht einem prozentualen Zuwachs von 1,7 %.